# Idioma vitu
Vitu (también escrito Witu o Vittu, referido por sus propios hablantes como pole matotota ‘discurso verdadero’ o pole Vitu ‘Discurso Vitu’) o Muduapa es una lengua oceánica hablada por unas 7.000 personas en las islas al noroeste de la costa de la provincia de Nueva Bretaña Occidental en Papúa Nueva Guinea.

## Nombre
El nombre Vitu es un endónimo, también denominado, Muduapa, un exónimo del idioma vecino Uneapa (o Bali) hablado en la isla de Bali, que en Vitu se le conoce como Mudua, en referencia a una isla al noroeste de Vitu propiamente dicha. Mudua y Muduapa pueden provenir de una protoforma *Muduap, lo que refleja la adición de una vocal de eco en Bali y la pérdida regular de consonantes finales en Vitu.

## Clasificación
Vitu y Bali forman un subgrupo dentro del grupo meso-melanesio de lenguas oceánicas. Vitu está tan estrechamente relacionado con el idioma vecino Uneapa (o Bali) que a veces son considerados un solo idioma, llamado Bali-Vitu. Sin embargo, existen algunas diferencias, particularmente en sus inventarios fonémicos, retención de consonantes finales (que se pierde en Vitu), sistemas de pronombres y elección de palabras. En general, Bali tiende a ser más conservador que Vitu en la mayoría de los aspectos.

## Fonología
Los ejemplos de Vitu siguen la ortografía estándar, con cinco vocales /i e a o u/ y trece consonantes /ptk bdg ðβγ mn lr/. la mayoría de los símbolos tienen sus valores esperados, donde v representa la fricativa bilabial sonora /β/, z la fricativa dental sonora /ð/ y h la fricativa velar sonora /γ/. Las oclusivas sonoras b, d y g normalmente son prenasalizadas y la /t/ se realiza como la [tʃ] antes de la /i/. La /s/ se ve solo en un préstamo lingüístico del tok pisin, incluyendo la sikul. No hay consonantes superficiales finales en Vitu y el acento es el penúltimo.

### Vocales
|       | Frente | Atrás |
| ----- | ------ | ----- |
| Alto  | i      | u     |
| Medio | e      | o     |
| Bajo  | a      | a     |

### Consonantes
|           |           | Labial | Coronal | Velar |
| --------- | --------- | ------ | ------- | ----- |
| Nasal     | Nasal     | m      | n       | ŋ     |
| Explosiva | Sorda     | p      | t       | k     |
| Explosiva | prenasal  | ᵐb     | ⁿd      | ᵑɡ    |
| Fricativa | Fricativa | β      | ð       | ɣ     |
| Sibilante | Sibilante |        | ( s )   |       |
| Líquido   | rótica    |        | r       |       |
| Líquido   | lateral   |        | l       |       |

### Fonotáctica
No se permiten grupos de consonantes ni consonantes finales en las palabras nativas de Vitu: todas las sílabas tienen una estructura CV o V. Los préstamos lingüísticos, sin embargo, pueden tener estructuras diferentes.
Del resto, Vitu es una lengua oceánica bastante típica con el orden habitual de las palabras tipo sujeto-verbo-objeto (SVO), preposiciones, pronombres singular, dual y plural, un artículo propio y uno de nombre común (a y na respectivamente),  poca morfología verbal: sufijos de objeto, va causativo, vai recíproco y reduplicación, marcadores preverbales de aspecto, estado de ánimo y secuencialidad y composición verbal.

## Sistema de escritura
Vitu se escribe con escritura latina. Entre el 15% y el 25% de los hablantes de vitu saben leer y escribir en el idioma, pero muchos más lo saben en Tok Pisin, el idioma nacional de Papúa Nueva Guinea.
| una una     | si b  | re   | mi mi | G g  | S.S | yo yo | k k | Ll  | m m |
| ----------- | ----- | ---- | ----- | ---- | --- | ----- | --- | --- | --- |
| /a/         | /ᵐb/  | /ⁿd/ | /e/   | /ᵑɡ/ | /ɣ/ | /i/   | /k/ | /l/ | /m/ |
| norte norte | ng ng | O o  | p p   | r r  | Ss  | t t   | Uu  | V v | Z z |
| /n/         | /ŋ/   | /o/  | /p/   | /r/  | /s/ | /t/   | /u/ | /β/ | /ð/ |

## Gramática

### Morfología
Los complejos sistemas de voz que suelen ser tan característicos de las lenguas austronesias de Taiwán y Filipinas sufren una reducción significativa en la mayoría de las lenguas austronesias del este de Indonesia y Oceanía. Vitu es inusual en términos de morfología en comparación con la mayoría de las otras lenguas oceánicas habladas en Melanesia. Es una de las pocas lenguas melanesias que tiene un sistema de marcado que emplea la voz pasivo.